# Pince (tour mécanique)
Pour les articles homonymes, voir pince.
En usinage, la pince sert à tenir la matière dans le nez de broche. Son diamètre varie selon la taille de la matière.

Il existe plusieurs types de pinces.

On parle aussi de pinces pour maintenir des outils (foret, fraise) dans un porte-outil.